# 7164 Babadzhanov
7164 Babadzhanov (1984 ET) là một tiểu hành tinh vành đai chính được phát hiện ngày 6 tháng 3 năm 1984 bởi E. Bowell ở trạm Anderson Mesa thuộc Đài thiên văn Lowell.